# IDOL RADIO
IDOL RADIO（アイドル・ラジオ、朝: 아이돌라디오）は、毎週月曜と水曜午後8時にUNIVERSE、毎週金曜と土曜午前2時から3時までMBC 標準FM、毎週土曜から日曜午前0時から午前1時までMBC FM4Uにて放送されているラジオ番組である。

## 概要
2018年7月7日から7月29日まではパイロット版として編成され、その後同年10月8日から秋の番組改編でレギュラー化された。2020年9月25日にシーズン1が終了し、終了した1年後の2021年8月9日から翌年8月25日まではシーズン2が放送。2022年9月12日からはシーズン3が放送開始され、現在も放送中である。
IDOL RADIOのゲストには宇宙少女やKep1er、DRIPPINやWEiなどといったUNIVERSEに合流しているアーティストのみではなく、STAYCやDreamcatcher、TREASUREやCiipherなどのUNIVERSEアプリに合流していないアーティスト及び、他のファンコミュニティアプリに合流しているアーティストの出演も盛んである。
また本番組は日本とも関わりを見せており、日本の11人組ボーイズグループ「JO1」のメンバー4人が実際に出演したり、東京にある東京ガーデンシアターにてラジオをライブ形式でファンに提供する「MBC IDOL RADIO LIVE in TOKYO」を開催するといった動きを見せている。

## 沿革

### 2018年-2020年: パイロット版の放送、シーズン1のスタート
2018年7月7日、V LIVEにて初代DJのソ・ウングァンをはじめとし、ユク・ソンジェやDAY6、ONFといった出演者らと共にローンチングショーが行われ、12日と17日にはMBCラジオでの本放送に先んじてIDOL RADIOがV LIVEにて放送された。その後7月23日からMBC 標準FMにてパイロット版として同月29日まで放送された。
10月8日、MBCラジオによる秋の番組改編で午前0時5分からの枠にIDOL RADIOが組み込まれた。DJはパイロット版とは異なって当時BTOBのメンバーであったイルフンが担当し、V LIVEでの生配信もパイロット版に引き続いて行われた。
2019年9月30日、2代目のDJとなるイルフンがDJを降板。DJを降板した次回のラジオからは、固定のDJが存在しないスペシャルDJの形式で来年の5月まで取り行われた。
2020年5月18日、3代目のDJをGOT7のヨンジェとDAY6のYoung Kが担当することとなった。
7月31日、8月3日の放送分から視聴フォーマットをV LIVEからYouTubeへ移行することが番組公式SNSにて発表された。またIDOL RADIOのYouTubeチャンネルであったIDOL PLANETが番組名のIDOL RADIOへと変更されることも併せて発表された。
9月25日、シーズン1の放送が終了。

### 2020年-2022年: シーズン2のスタート
2021年8月9日、シーズン2がスタート。視聴フォーマットはYouTubeからUNIVERSEに変更され、MBC 標準FMだけではなくMBC FM4Uでも聴くことができるようになった。DJはMONSTA Xのジュホンとヒョンウォンである。
2022年8月4日、ジュホンとヒョンウォンが約1年間務めたDJを降板。当分の間DJを固定しないスペシャルDJの形式が導入された。

### 2022年-現在: シーズン3のスタート
9月12日、シーズン3がスタート。UNIVERSEでの配信曜日が月曜と木曜から月曜と水曜へと変更になり、DJはATEEZのホンジュンとユノが担当することとなった。

## 放送時間

### シーズン1
| 放送局           | 放送曜日     | 時間        |
| ---------------- | ------------ | ----------- |
| MBC 標準FM       | 平日         | 00:00-01:00 |
| V LIVE → YouTube | 毎日 → 週5日 | 21:00-22:00 |

土曜日は「アイドルラジオ ホットチャート アホッ」が放送され、日曜日と祝日は「アイドルプレイリスト」が放送された。Young KとヨンジェがDJになった頃からはアイドルプレイリストに加えて「待ってて〜♡」が放送され、2020年8月7日の放送分からは金曜日に「偶然発見した名曲」が放送された。

### シーズン2 〜 現在
| 放送局     | 放送曜日           | 時間        |
| ---------- | ------------------ | ----------- |
| UNIVERSE   | 毎週月曜日、水曜日 | 20:00       |
| MBC 標準FM | 毎週土曜日、日曜日 | 00:00-01:00 |
| MBC FM4U   | 毎週日曜日、月曜日 | 02:00-03:00 |

UNIVERSEで月曜日と水曜日に生放送された2つの放送は、MBC 標準ラジオとMBC FM4Uにて再放送という形で聴くことができる。

## 歴代司会者
- 初代DJ - BTOB ソ・ウングァン (2018年7月7日 ~ 2018年7月29日)
- 2代目DJ - 元BTOB チョン・イルフン (2018年10月8日 ~ 2019年9月30日)
- スペシャルDJ (2019年10月1日 ~ 2020年5月17日)
- 3代目DJ - GOT7 ヨンジェ、DAY6 Young K (2020年5月18日~ 2020年9月25日)
- 4代目DJ - MONSTA X ジュホン & ヒョンウォン (2021年8月9日 ~ 2022年8月4日)
- スペシャルDJ - (2022年8月9日 ~ 2022年9月11日)
- 5代目DJ - ATEEZ ホンジュン & ユノ (2022年9月12日 ~ 現在)
- 6代目DJ - THE BOYZ ソヌ（2024年2月19日~

## 放送目録
放送日時はV LIVEとYouTubeとUNIVERSEでの生配信日時に準拠。

### パイロット版
| 放送日時 | タイトル                                         | ゲスト                                                 |
| 2018年   | 2018年                                           | 2018年                                                 |
| -------- | ------------------------------------------------ | ------------------------------------------------------ |
| 7月7日   | IDOL RADIO ローンチングショー!                   | ユク・ソンジェ、ONF、DAY6                              |
| 7月12日  | 金の斧 銀の斧                                    | Golden Child                                           |
| 7月17日  | アイドルランド 夜間開場                          | MOMOLAND                                               |
| 7月24日  | 徳民請願                                         | パク・チョロン、ユン・ボミ、プニエル、イム・ヒョンシク |
| 7月25日  | 僕たちは最強アイドル                             | ヨンジェ、クォン・ヒョンビン                           |
| 7月26日  | 夏の友達                                         | GFRIEND                                                |
| 7月27日  | 俺らの0時は昼より熱い                            | SEVENTEEN                                              |
| 7月28日  | 意外のコール                                     | gugudan SEMINA                                         |
| 7月29日  | カッコいい子の隣にカッコいい子の隣にカッコいい子 | THE BOYZ                                               |

### シーズン1

#### イルフン DJ期
| 放送日時 | タイトル                                             | ゲスト                                                                                 |
| 2018年   | 2018年                                               | 2018年                                                                                 |
| -------- | ---------------------------------------------------- | -------------------------------------------------------------------------------------- |
| 9月27日  | 上岩（サンアム）の世界 花火祭り                      | OH MY GIRL                                                                             |
| 10月4日  | 10足す4はキヨミ                                      | PENTAGON                                                                               |
| 10月8日  | Welcome! World Wide Idol                             | iKON                                                                                   |
| 10月9日  | 計画通りになっている                                 | ノージェムボット                                                                       |
| 10月10日 | The Sound of Idol Music                              | 今月の少女                                                                             |
| 10月11日 | Idol Music Show! 小銭歌王                            | ジノ、インソン、ロシ                                                                   |
| 10月12日 | 野ばらの少年                                         | ムンビン、フィヨン、ヨンフン                                                           |
| 10月15日 | ウージュー・ライク・ソムシング・トゥー・ドリンク?    | 宇宙少女                                                                               |
| 10月16日 | 守ってあげる                                         | Snuper                                                                                 |
| 10月17日 | Beautiful Crush                                      | Weki Meki                                                                              |
| 10月18日 | Idol Music Show! 小銭歌王                            | Dreamcatcher                                                                           |
| 10月19日 | ポップコーン角                                       | イ・ホンギ                                                                             |
| 10月20日 | アイドルラジオ ホットチャート アホッ                 | -                                                                                      |
| 10月21日 | メイカーズ                                           | ソ・ジウム                                                                             |
| 10月22日 | ポストシーズン                                       | fromis_9                                                                               |
| 10月23日 | MXMXM                                                | MXM                                                                                    |
| 10月24日 | Idol Music Show! 小銭歌王                            | NOIR                                                                                   |
| 10月25日 | もしもし私よ〜 そこ元気か〜                          | MONSTA X                                                                               |
| 10月26日 | 野ばらの少年                                         | ムンビン、フィヨン、ヨンフン                                                           |
| 10月27日 | アイドルラジオ ホットチャート アホッ                 | -                                                                                      |
| 10月28日 | メイカーズ                                           | リア・キム                                                                             |
| 10月29日 | 忙しくなるの?                                        | Golden Child                                                                           |
| 10月30日 | シックスセンス                                       | APRIL                                                                                  |
| 10月31日 | ハロー! Stray Kids〜                                 | Stray Kids                                                                             |
| 11月1日  | トリプルシンドン                                     | スペシャルDJ: シンドン キム・ドンハン、プニエル、ソヒ                                  |
| 11月2日  | 野ばらの少年                                         | ムンビン、フィヨン、ヨンフン                                                           |
| 11月3日  | アイドルラジオ ホットチャート アホッ                 | -                                                                                      |
| 11月4日  | メイカーズ                                           | ホン・ユンジョン、リュ・ソラ                                                           |
| 11月5日  | JBJ95.9                                              | JBJ95                                                                                  |
| 11月6日  | ここどうですか?                                      | チョン・ウンジ                                                                         |
| 11月7日  | Idol Music Show! 小銭歌王                            | スンヒ、ホン・ジュチャン、ジノ                                                         |
| 11月8日  | 月刊チョン・イルフン                                 | -                                                                                      |
| 11月9日  | 野ばらの少年                                         | ムンビン、フィヨン、ヒョンジン                                                         |
| 11月10日 | アイドルラジオ ホットチャート アホッ                 | -                                                                                      |
| 11月11日 | メイカーズ                                           | フイ                                                                                   |
| 11月12日 | 可愛い子いっぱい                                     | ユンサナ、ウィウン、ユ・ソンホ、スンミン                                               |
| 11月13日 | Idol Music Show! 小銭歌王                            | イ・ジンソル、チュウ、ニュー                                                           |
| 11月14日 | 麻浦区の宝箱                                         | ATEEZ                                                                                  |
| 11月15日 | 昔も今もこれからも愛してる                           | BTOB                                                                                   |
| 11月16日 | 野ばらの少年                                         | ムンビン、フィヨン、ヨンフン                                                           |
| 11月17日 | アイドルラジオ ホットチャート アホッ                 | -                                                                                      |
| 11月18日 | メイカーズ                                           | ソ・ヨンベ                                                                             |
| 11月19日 | BTOB Music Show! 小銭歌王                            | BTOB                                                                                   |
| 11月20日 | Idol Music Show! 小銭歌王                            | ペク・アヨン、ユ・ヨンジョン                                                           |
| 11月21日 | 今会いに行きます                                     | SEVEN O'CLOCK                                                                          |
| 11月22日 | gugudanの親友                                        | gugudan                                                                                |
| 11月23日 | 野ばらの少年                                         | ムンビン、フィヨン、ヨンフン                                                           |
| 11月24日 | アイドルラジオ ホットチャート アホッ                 | -                                                                                      |
| 11月25日 | メイカーズ                                           | シン・ヒウォン                                                                         |
| 11月26日 | フラトゥの名曲                                       | FLY TO THE SKY                                                                         |
| 11月27日 | 1127                                                 | NCT 127                                                                                |
| 11月28日 | Let’s Go EXID!                                       | EXID                                                                                   |
| 11月29日 | Idol Music Show! SHOW MEDIA COIN                     | D-CRUNCH                                                                               |
| 11月30日 | 週刊BTOB特集! 野ばらの兄さん                         | プニエル、ムンビン、ユンサナ                                                           |
| 12月1日  | アイドルラジオ ホットチャート アホッ                 | -                                                                                      |
| 12月2日  | メイカーズ                                           | ホ・ハン                                                                               |
| 12月3日  | 何を満たそうか♬                                      | DreamNote                                                                              |
| 12月4日  | Idol Music Show! 小銭歌王                            | ジノ、インソン、ホン・ジュチャン                                                       |
| 12月5日  | 大根畑で                                             | MAMAMOO                                                                                |
| 12月6日  | 週刊BTOB特集! 給食ピック                             | ヒョンシク、VOISPER                                                                    |
| 12月7日  | 野ばらの少年の友達を紹介します                       | フィヨン、テヤン、ヨンフン、ジュヨン                                                   |
| 12月8日  | アイドルラジオ ホットチャート アホッ                 | -                                                                                      |
| 12月9日  | メイカーズ                                           | JOKER                                                                                  |
| 12月10日 | 訪ねてきてください                                   | LOVELYZ                                                                                |
| 12月11日 | Thanks ユビン                                        | ユビン                                                                                 |
| 12月12日 | 年越し特集 送 the ゲスト                             | -                                                                                      |
| 12月13日 | やばいバラ                                           | UP10TION                                                                               |
| 12月14日 | 野ばらの少年                                         | ムンビン、フィヨン、ヨンフン                                                           |
| 12月15日 | アイドルラジオ ホットチャート アホッ                 | -                                                                                      |
| 12月16日 | メイカーズ                                           | EDEN                                                                                   |
| 12月17日 | 少年時代                                             | THE BOYZ                                                                               |
| 12月18日 | どこに行けばいいですか イルフンさん                  | 14U                                                                                    |
| 12月19日 | ボニーフニー                                         | ヒョンソプ X ウィウン、ディラン、レイチェル、ペク・ジホン                              |
| 12月20日 | 12月の奇跡                                           | スホ、チェン                                                                           |
| 12月21日 | 野ばらの少年                                         | ムンビン、フィヨン、ヨンフン                                                           |
| 12月22日 | アイドルラジオ ホットチャート アホッ                 | -                                                                                      |
| 12月23日 | メイカーズ                                           | リエ                                                                                   |
| 12月24日 | 今年のクリスマスはここ!                              | イ・チャンソプ                                                                         |
| 12月25日 | ジングルドル特集                                     | -                                                                                      |
| 12月26日 | ミリオンドラー ベイビーズ                            | WINNER                                                                                 |
| 12月27日 | 韓中スペシャル <偶像电台>                            | クォンチョル、シンチョン                                                               |
| 12月28日 | 野ばらの少年                                         | ムンビン、フィヨン、ヨンフン                                                           |
| 12月29日 | アイドルラジオ ホットチャート アホッ! <年末決算特集> | -                                                                                      |
| 12月31日 | 小銭歌王 ベスト                                      | -                                                                                      |
| 2019年   |                                                      |                                                                                        |
| 1月1日   | 新年特集 <アイドル A to Z> - 防弾少年団              | -                                                                                      |
| 1月2日   | 新年特集 <アイドル A to Z> - EXO                     | -                                                                                      |
| 1月3日   | 新年特集 <アイドル A to Z> - BLACKPINK               | -                                                                                      |
| 1月4日   | 新年特集 <アイドル A to Z> - WANNAONE                | -                                                                                      |
| 1月5日   | 新年特集 <アイドル A to Z> - TWICE                   | -                                                                                      |
| 1月6日   | 新年特集 <アイドル A to Z> - BTOB                    | -                                                                                      |
| 1月7日   | 天上天下唯我独尊                                     | チョンハ                                                                               |
| 1月8日   | KISS THE IDOL RADIO                                  | リョウク                                                                               |
| 1月9日   | 友情少女                                             | 宇宙少女                                                                               |
| 1月10日  | IDOL RADIO X アユクデ: リズムの中のその踊りを        | シュファ、ジュイ、ジネ、ユギョン                                                       |
| 1月11日  | 野ばらの少年                                         | ムンビン、フィヨン、ヒョンジン                                                         |
| 1月12日  | アイドルラジオ ホットチャート アホッ                 | -                                                                                      |
| 1月13日  | メイカーズ                                           | ペ・スジョン                                                                           |
| 1月14日  | 正体をValkyrie                                       | ONEUS                                                                                  |
| 1月15日  | ★祝★ ペク・イルフン                                  | -                                                                                      |
| 1月16日  | 私は自然の人だ                                       | NATURE                                                                                 |
| 1月17日  | ヤタゾン                                             | イ・ミニョク                                                                           |
| 1月18日  | IDOL RADIO X アユクデ: ティティ                      | ヨンフン、キュー、ソニュル、Y、ヒョジン                                                |
| 1月19日  | アイドルラジオ ホットチャート アホッ                 | -                                                                                      |
| 1月20日  | メイカーズ                                           | チョ・イヌク                                                                           |
| 1月21日  | ヒョミン、GO                                         | ヒョミン                                                                               |
| 1月22日  | この男から離れないで                                 | ソン・ホヨン                                                                           |
| 1月23日  | うちのGFRIENDが〜                                    | GFRIEND                                                                                |
| 1月24日  | tonight (メールして)                                 | ASTRO                                                                                  |
| 1月25日  | IDOL RADIO X アユクデ: 本番死守                      | ムンビン、キム・ジボム、パク・ジェオプ、イション                                       |
| 1月26日  | アイドルラジオ ホットチャート アホッ                 | -                                                                                      |
| 1月27日  | メイカーズ                                           | パク・ギョン                                                                           |
| 1月28日  | 大きい人がいい                                       | クナクン                                                                               |
| 1月29日  | なんでも聞いてみてください                           | Cherry Bullet                                                                          |
| 1月30日  | カムバック ドゥドゥムチッ                            | CLC                                                                                    |
| 1月31日  | I Wanna Knowテヒョン                                 | ノ・テヒョン                                                                           |
| 2月1日   | 野ばらの少年                                         | ホンソク、ヨンフン、ヒョンジン                                                         |
| 2月2日   | アイドルラジオ ホットチャート アホッ                 | -                                                                                      |
| 2月3日   | メイカーズ                                           | ナ・ジェヒ                                                                             |
| 2月4日   | <小銭歌王> 元旦特集                                  | パク・ジェオプ、ソホ、ジョンホ、スア                                                   |
| 2月5日   | 元旦特集 私たちの両親のアイドルを探して              | ジノ                                                                                   |
| 2月6日   | セイティーズ                                         | ATEEZ                                                                                  |
| 2月7日   | 家に行く道                                           | スングァン、バーノン、ディノ                                                           |
| 2月8日   | 野ばらの少年                                         | キム・ジボム、ヒョンジン、リノ                                                         |
| 2月9日   | アイドルラジオ ホットチャート アホッ                 | -                                                                                      |
| 2月10日  | メイカーズ                                           | イム・チャン                                                                           |
| 2月11日  | IDOL RADIO X UNDER19                                 | UNDER19参加者                                                                          |
| 2月12日  | 今日から1日目                                        | ONF                                                                                    |
| 2月13日  | Feelがいい                                           | Dreamcatcher                                                                           |
| 2月14日  | バレンタインボーイ                                   | ユン・ソンホ、ユンサナ                                                                 |
| 2月15日  | 野ばらの少年                                         | ムンビン、MJ、フィヨン、イ・スンヒョプ                                                 |
| 2月16日  | アイドルラジオ ホットチャート アホッ                 | -                                                                                      |
| 2月17日  | メイカーズ                                           | ファン・サンフン                                                                       |
| 2月18日  | 宮廷女官チャングムの誓いが聞いている                 | FANATICS FLAVOR                                                                        |
| 2月19日  | Idol Music Show! 小銭歌王                            | ジ・スヨン、ロクヒョン、イ・ジャンジュン、TAG                                          |
| 2月20日  | スター・イズ・ボーン                                 | TREI                                                                                   |
| 2月21日  | ごちそう                                             | ユン・ジソン                                                                           |
| 2月22日  | 野ばらの少年                                         | プニエル、キュー、キム・ジボム                                                         |
| 2月23日  | アイドルラジオ ホットチャート アホッ                 | -                                                                                      |
| 2月24日  | メイカーズ                                           | BABYLON                                                                                |
| 2月25日  | 松坡区 上岩洞                                        | SF9                                                                                    |
| 2月26日  | ヌッパン                                             | MONSTA X                                                                               |
| 2月27日  | アイドゥルラジオ                                     | (G)I-DLE                                                                               |
| 2月28日  | やばいと必ず言わなきゃ                               | ハ・ソンウン                                                                           |
| 3月1日   | 野ばらの少年                                         | ヨンフン、キム・ジボム、ユ・ソンホ                                                     |
| 3月2日   | アイドルラジオ ホットチャート アホッ                 | -                                                                                      |
| 3月3日   | メイカーズ                                           | イ・ギョル                                                                             |
| 3月4日   | ドクンドクン                                         | クナクン                                                                               |
| 3月5日   | 8979                                                 | ヒョミン、レイナ                                                                       |
| 3月6日   | もっと高く飛んでよ                                   | 今月の少女                                                                             |
| 3月7日   | 無限〜ニュース                                       | チャン・ドンウ                                                                         |
| 3月8日   | 野ばらの少年                                         | ムンビン、ヨンフン、ヒョンジン                                                         |
| 3月9日   | アイドルラジオ ホットチャート アホッ                 | -                                                                                      |
| 3月10日  | メイカーズ                                           | VISHOP                                                                                 |
| 3月11日  | ウィン・カルディウム・ラビオーサ                     | ラビ                                                                                   |
| 3月12日  | Idol Music Show! 小銭歌王                            | ジノ、秋へ向かう汽車                                                                   |
| 3月13日  | 今日はウリンの日                                     | ウソクXグァンリン                                                                      |
| 3月14日  | 夜のガーデン                                         | 公園少女                                                                               |
| 3月15日  | 野ばらの少年                                         | ムンビン、ヨンフン、エリック                                                           |
| 3月16日  | アイドルラジオ ホットチャート アホッ                 | -                                                                                      |
| 3月17日  | メイカーズ                                           | LE                                                                                     |
| 3月18日  | 400%                                                 | 100%                                                                                   |
| 3月19日  | Idol Music Show! 小銭歌王                            | MAMAMOO                                                                                |
| 3月20日  | ガーデンをあげる                                     | 赤頬思春期                                                                             |
| 3月21日  | ミュージックスペシャル - アイドルのプレイリスト      | ヒョンシク                                                                             |
| 3月22日  | ミュージックスペシャル - アイドルのプレイリスト      | チョンハ                                                                               |
| 3月23日  | アイドルラジオ ホット チャート アホッ                | -                                                                                      |
| 3月24日  | メイカーズ                                           | チェ・ヒョンジュン                                                                     |
| 3月25日  | 上岩火窯                                             | MOMOLAND                                                                               |
| 3月26日  | アイドルハセウン                                     | チョン・セウン                                                                         |
| 3月27日  | オルス〜                                             | PENTAGON                                                                               |
| 3月28日  | 恋の迷路                                             | Stray Kids                                                                             |
| 3月29日  | 1+1x1+1= キヨミ                                      | TOMORROW X TOGETHER                                                                    |
| 3月30日  | アイドルラジオ ホットチャート アホッ                 | -                                                                                      |
| 3月31日  | メイカーズ                                           | ファン・ヒョン                                                                         |
| 4月1日   | ウワアン グッド                                      | DIA                                                                                    |
| 4月2日   | Idol Music Show! 小銭歌王                            | ホ・ヨンセン、ロクヒョン、ユ・ヨンジョン                                               |
| 4月3日   | 白夜                                                 | EVERGLOW                                                                               |
| 4月4日   | チェック! カード                                     | KARD                                                                                   |
| 4月5日   | 野ばらの少年                                         | キム・ドンハン、ヨンフン、チョン・ドヨム                                               |
| 4月6日   | アイドルラジオ ホットチャート アホッ                 | -                                                                                      |
| 4月7日   | メイカーズ                                           | チョ・ユンギョン                                                                       |
| 4月8日   | 959595ショー                                         | JBJ95                                                                                  |
| 4月9日   | チームから出るバイブ                                 | 1TEAM                                                                                  |
| 4月10日  | 現役アイドル                                         | チョン・デヒョン、ムン・ジョンオプ                                                     |
| 4月11日  | #191. 韓中スペシャル <偶像电台>                      | ジャスティン、クォンチョル、ウォンジン、イニ、シンチョン                               |
| 4月12日  | 野ばらの少年                                         | フィヨン、ヨンフン、ホンソク                                                           |
| 4月13日  | アイドルラジオ ホットチャート アホッ                 | -                                                                                      |
| 4月14日  | メイカーズ                                           | チャ・ヒョンスン、プニエル                                                             |
| 4月15日  | アイドルラジオ '短期速性特講版'                      | 1THE9                                                                                  |
| 4月16日  | アイドルのプレイリスト                               | チョン・セウン                                                                         |
| 4月17日  | D&EがDanger                                          | SUPER JUNIOR D&E                                                                       |
| 4月18日  | 野ばらの少年                                         | フィヨン、ヨンフン、ヒョンジン                                                         |
| 4月19日  | ラジオDJです                                         | ハ・ソンウン（スペシャルDJ）                                                           |
| 4月20日  | アイドルラジオ ホットチャート アホッ                 | -                                                                                      |
| 4月21日  | メイカーズ                                           | チョン・ユンギョン                                                                     |
| 4月22日  | アイドルラジオ '短期速性特講版'                      | 1THE9                                                                                  |
| 4月23日  | 接辞モード                                           | BVNDIT                                                                                 |
| 4月24日  | 新春特集 オグオグアイドルラジオ オア〜               | ジノ、フイ、 ムンビン、MJ                                                              |
| 4月25日  | アモールパーティー                                   | スア、ソホ、ヘユン、キム・ジュンテ                                                     |
| 4月26日  | アイドルプレイリスト - チョン・イルフン編            | -                                                                                      |
| 4月27日  | アイドルラジオ ホットチャート アホッ                 | -                                                                                      |
| 4月28日  | メイカーズ                                           | クォン・テウン                                                                         |
| 4月29日  | Nエヌプラグドライブ                                  | N.Flying                                                                               |
| 4月30日  | 会えて嬉しい、よろしく                               | HASHTAG                                                                                |
| 5月1日   | オキドンキヨ                                         | DKZ                                                                                    |
| 5月2日   | ヨンジェ発掘団                                       | ヨンジェ                                                                               |
| 5月3日   | 可愛い子いっぱい                                     | ユンサナ、ユ・ソンホ、ヒョンソプ、パク・サンウォン                                     |
| 5月4日   | アイドルラジオ ホットチャート アホッ                 | -                                                                                      |
| 5月5日   | メイカーズ                                           | イム・ジフン、ヒョンシク                                                               |
| 5月6日   | また Bloom                                           | THE BOYZ                                                                               |
| 5月7日   | ピンク神                                             | ステファニー、キム・ドンハン                                                           |
| 5月8日   | トロートアイドル                                     | スペシャルDJ J.Seph ソン・ガイン、チョン・ミエ、ホンジャ、チョン・ダギョン、キム・ナヒ |
| 5月9日   | 1ガーデン 1エリック・ナム                            | エリック・ナム                                                                         |
| 5月10日  | 野ばらの少年                                         | ヨンフン、イェナン、ユンサナ                                                           |
| 5月11日  | アイドルラジオ ホットチャート アホッ                 | -                                                                                      |
| 5月12日  | メイカーズ                                           | ムクゲ少女                                                                             |
| 5月13日  | ウヒョン、春                                         | ナム・ウヒョン                                                                         |
| 5月14日  | 事情があるアイドル                                   | チョン・ジンソン                                                                       |
| 5月15日  | 夜間打率学習                                         | Weki Meki                                                                              |
| 5月16日  | ガーデン開けてハイキック                             | EXID                                                                                   |
| 5月17日  | 野ばらの少年                                         | ムンビン、ユンサナ、ヨンフン、キュー                                                   |
| 5月18日  | アイドルラジオ ホットチャート アホッ                 | -                                                                                      |
| 5月19日  | メイカーズ                                           | ペ・ユンジョン                                                                         |
| 5月20日  | 君の歌は                                             | Ladies' Code                                                                           |
| 5月21日  | すごい外国人                                         | ダニエル・リンデマン、ケンタ、ミンニ、オーロラ                                         |
| 5月22日  | ありがたい方達                                       | OH MY GIRL                                                                             |
| 5月23日  | 6つ星級ガーデン                                      | AB6IX                                                                                  |
| 5月24日  | 野ばらの少年                                         | フィヨン、ユンサナ、キム・テウ                                                         |
| 5月25日  | アイドルラジオ ホットチャート アホッ                 |                                                                                        |
| 5月26日  | メイカーズ                                           | シン・ユミ                                                                             |
| 5月27日  | ウィンタビュー                                       | WINNER                                                                                 |
| 5月28日  | 同年代たち                                           | LOVELYZ                                                                                |
| 5月29日  | PRODUCE 10                                           | Cherry Bullet                                                                          |
| 5月30日  | 野ばらの少年                                         | ユンサナ、ヨンフン、ヒョンジン                                                         |
| 5月31日  | ミッションクリア                                     | CLC                                                                                    |
| 6月1日   | アイドルラジオ ホットチャート アホッ                 | -                                                                                      |
| 6月2日   | メイカーズ                                           | チーター                                                                               |
| 6月3日   | Idol Music Show! 小銭歌王                            | ニュー、ロシー、イム・ジミン                                                           |
| 6月4日   | 欲しいですか?                                        | ONEUS                                                                                  |
| 6月5日   | お分かりですか?                                      | 宇宙少女                                                                               |
| 6月6日   | 拍手                                                 | TEENTOP                                                                                |
| 6月7日   | 野ばらの少年                                         | ユンサナ、ヨンフン、フィヨン                                                           |
| 6月8日   | アイドルラジオ ホットチャート アホッ                 | -                                                                                      |
| 6月9日   | メイカーズ                                           | イ・ソクフン                                                                           |
| 6月10日  | プレイリスト                                         | ヒョンジン                                                                             |
| 6月11日  | プレイリスト                                         | ムンビン                                                                               |
| 6月12日  | プレイリスト                                         | ヨンフン、ヒョンジェ                                                                   |
| 6月13日  | プレイリスト                                         | フィヨン                                                                               |
| 6月14日  | プレイリスト                                         | ウナ、オムジ                                                                           |
| 6月15日  | プレイリスト                                         | ケンタ                                                                                 |
| 6月16日  | プレイリスト                                         | パク・チョロン                                                                         |
| 6月17日  | 私はSo Miss19歳だ                                    | チョン・ソミ                                                                           |
| 6月18日  | あ、ほんと?                                          | SF9                                                                                    |
| 6月19日  | パンパンラジオ                                       | fromis_9                                                                               |
| 6月20日  | 詩を書いてください                                   | Stray Kids                                                                             |
| 6月21日  | 黒バラの少女                                         | ヨンフン、ステファニー、チャン・イェウン、ダヨン                                       |
| 6月22日  | アイドルラジオ ホットチャート アホッ                 | -                                                                                      |
| 6月23日  | メイカーズ                                           | HIGH QUALITY FISH                                                                      |
| 6月24日  | Big Wave                                             | ATEEZ                                                                                  |
| 6月25日  | アイドル 紅白戦                                      | D-CRUNCH、NOIR                                                                         |
| 6月26日  | チョンハ不敗                                         | チョンハ                                                                               |
| 6月27日  | レベルデ公園                                         | Red Velvet                                                                             |
| 6月28日  | 野ばらの少年                                         | チャニ、ヨンフン、ヒョンジン                                                           |
| 6月29日  | アイドルラジオ ホットチャート アホッ                 | -                                                                                      |
| 6月30日  | メイカーズ                                           | ライアン・チョン                                                                       |
| 7月1日   | 私たちのアイドゥル                                   | (G)I-DLE                                                                               |
| 7月2日   | 声帯マジック                                         | イェソン                                                                               |
| 7月3日   | Idol Music Show! 小銭歌王                            | ジェイミー、インソン、ユ・ヨンジョン                                                   |
| 7月4日   | 驚く木曜日                                           | ジェア、ホ・ヨンセン                                                                   |
| 7月5日   | 野ばらの少年                                         | イ・ソンジョン、イ・スンヒョプ、キム・ドンハン                                         |
| 7月6日   | アイドルラジオ ホットチャート アホッ                 | -                                                                                      |
| 7月7日   | メイカーズ                                           | ハム・ギョンシク                                                                       |
| 7月8日   | アイドルオンリー                                     | OnlyOneOf                                                                              |
| 7月9日   | 7979                                                 | -                                                                                      |
| 7月10日  | Wednesday Night Fever                                | GFRIEND                                                                                |
| 7月11日  | 歌謡界 ブルーチップ                                  | ハ・ソンウン                                                                           |
| 7月12日  | クローバーの少年                                     | ディラン、ファンウン、ジェチャン                                                       |
| 7月13日  | アイドルラジオ ホットチャート アホッ                 | -                                                                                      |
| 7月14日  | メイカーズ                                           | ホン・ソンウ                                                                           |
| 7月15日  | ヒーリングキャンプ                                   | NATURE                                                                                 |
| 7月16日  | 可愛いよ                                             | ユク・ソンジェ、クァンミン                                                             |
| 7月17日  | Idol Music Show! 小銭歌王                            | ジェイミー、ユ・ヨンジョン、MJ                                                         |
| 7月18日  | 今近接                                               | PENTAGON                                                                               |
| 7月19日  | 野ばらの少年                                         | フィヨン、キム・ドンハン、キム・ジュンソ                                               |
| 7月20日  | アイドルラジオ ホットチャート アホッ                 | -                                                                                      |
| 7月21日  | メイカーズ                                           | ハン・ウニョン                                                                         |
| 7月22日  | 大きい自分ら                                         | クナクン                                                                               |
| 7月23日  | 命を懸けて                                           | VAV                                                                                    |
| 7月24日  | 信じて聞くデイ                                       | DAY6                                                                                   |
| 7月25日  | NORAZO                                               | NORAZO、MJ、ジンジン、BM、J.Seph、ジ・スヨン、エリー                                   |
| 7月26日  | 野ばらの少年                                         | JBJ95、キム・ドンハン、ノ・テヒョン                                                    |
| 7月27日  | アイドルラジオ ホットチャート アホッ                 | -                                                                                      |
| 7月28日  | メイカーズ                                           | JQ                                                                                     |
| 7月29日  | シークレット ガーデン                                | CIX                                                                                    |
| 7月30日  | カン.ドン.ウォン                                     | DKZ、1TEAM                                                                             |
| 7月31日  | Idol music Show! 小銭歌王                            | サンドゥル、エルキー、MJ                                                               |
| 8月1日   | 真夏の夜の夢                                         | 公園少女                                                                               |
| 8月2日   | 野ばらの少年                                         | フィヨン、ヨンフン、イム・ヨンミン                                                     |
| 8月3日   | アイドルラジオ ホットチャート アホッ                 | -                                                                                      |
| 8月4日   | メイカーズ                                           | ミン・ヨンジェ                                                                         |
| 8月5日   | 起こさせてくれてありがとう                           | D1CE                                                                                   |
| 8月6日   | PENTAGON Music Show! 小銭歌王                        | PENTAGON                                                                               |
| 8月7日   | Veriety                                              | VERIVERY                                                                               |
| 8月8日   | クンクンタ                                           | JBJ95                                                                                  |
| 8月9日   | 野ばらの少年                                         | ヨンフン、フィヨン、キム・テウ                                                         |
| 8月10日  | アイドルラジオ ホットチャート アホッ                 | -                                                                                      |
| 8月11日  | メイカーズ                                           | パク・ウサン                                                                           |
| 8月12日  | ルンイとブムブム                                     | NCT DREAM                                                                              |
| 8月13日  | 氷鬼!                                                | Rocket Punch                                                                           |
| 8月14日  | Idol Music Show! 小銭歌王                            | NC.A、ヨンホ、MJ                                                                       |
| 8月15日  | 正式デビュー万歳                                     | FANATICS                                                                               |
| 8月16日  | 野ばらの少年                                         | フィヨン、ユンサナ、ヨンフン                                                           |
| 8月17日  | アイドルラジオ ホットチャート アホッ                 | -                                                                                      |
| 8月18日  | メイカーズ                                           | クォン・ジェスン                                                                       |
| 8月19日  | 君が好き、また                                       | キム・ジヌ                                                                             |
| 8月20日  | Weki Meki Music Show! 小銭歌王                       | Weki Meki                                                                              |
| 8月21日  | 自信あるでしょ                                       | itzy                                                                                   |
| 8月22日  | この世界のテンション                                 | UP10TION                                                                               |
| 8月23日  | 野ばらの少年                                         | フィヨン、ヨンフン、ヒョンソク                                                         |
| 8月24日  | アイドルラジオ ホットチャート アホッ                 | -                                                                                      |
| 8月25日  | メイカーズ                                           | キケン                                                                                 |
| 8月26日  | Idol Music Show! 小銭歌王                            | ユン・チェギョン、イ・ジンソル、ウンチェ、ジュウン、レナ、エン、イヨン、スンウン       |
| 8月27日  | またオハヨン                                         | オ・ハヨン                                                                             |
| 8月28日  | 来てデュオ                                           | キム・グクホン、ソン・ユビン                                                           |
| 8月29日  | 上岩少年体育大会                                     | THE BOYZ                                                                               |
| 8月30日  | 野ばらの少年                                         | ユンサナ、フィヨン、ユ・ヨンハ                                                         |
| 8月31日  | アイドルラジオ ホットチャート アホッ                 | -                                                                                      |
| 9月1日   | メイカーズ                                           | ムーン・キム                                                                           |
| 9月2日   | 塞翁が馬                                             | チェ・ビョンチャン、イ・セジン、ユリ                                                   |
| 9月3日   | トッケビン                                           | クォン・ヒョンビン                                                                     |
| 9月4日   | Idol music Show! 小銭歌王                            | ダウォン、ダヨン、ヨンビン、ジェユン、ウ・ジニョン、キム・ヒョンス                     |
| 9月5日   | X1_it                                                | X1                                                                                     |
| 9月6日   | 野ばらの少年                                         | キム・ドンハン、フィヨン、ユンサナ                                                     |
| 9月7日   | アイドルラジオ ホットチャート アホッ                 | -                                                                                      |
| 9月8日   | メイカーズ                                           | キム・イナ                                                                             |
| 9月9日   | 悪魔はブラックを着る                                 | CLC                                                                                    |
| 9月10日  | 今回の版は成長版                                     | セレブファイブ                                                                         |
| 9月11日  | ラディオス                                           | EVERGLOW                                                                               |
| 9月12日  | Idol Music Show! 小銭歌王                            | MJ、レナ、ユジョン、ミル                                                               |
| 9月13日  | 野ばらの少年                                         | ユンサナ、フィヨン、ヨンフン、ヒョンソク                                               |
| 9月14日  | アイドルラジオ ホットチャート アホッ                 | -                                                                                      |
| 9月15日  | メイカーズ                                           | ソユン                                                                                 |
| 9月16日  | アイドル プレイリスト                                | MJ                                                                                     |
| 9月17日  | アイドル プレイリスト                                | ヨンジョン                                                                             |
| 9月18日  | アイドル プレイリスト                                | キュー、ニュー                                                                         |
| 9月19日  | アイドル プレイリスト                                | ヒョジョン                                                                             |
| 9月20日  | アイドル プレイリスト                                | Young K                                                                                |
| 9月21日  | アイドル プレイリスト                                | ミヨン、ミンニ                                                                         |
| 9月22日  | アイドル プレイリスト                                | プニエル                                                                               |
| 9月23日  | おやすみ〜                                           | Dreamcatcher                                                                           |
| 9月24日  | 今日は何を準備してきたの?                            | ONEWE                                                                                  |
| 9月25日  | ティンティンスリ                                     | TEEN TEEN                                                                              |
| 9月26日  | チョン・イルフンの夜のメモ                           | -                                                                                      |
| 9月27日  | 野ばらの少年                                         | キム・ドンハン、フィヨン、ヨンフン                                                     |
| 9月28日  | アイドルラジオ ホットチャート アホッ                 | -                                                                                      |
| 9月29日  | メイカーズ                                           | -                                                                                      |
| 9月30日  | 私たちのラジオ                                       | フィヨン、ヨンフン、ヒョンシク、プニエル                                               |

#### スペシャルDJ期
| 放送日時 | タイトル                                                 | スペシャルDJ                       | ゲスト                                                                       |
| 2019年   | 2019年                                                   | 2019年                             | 2019年                                                                       |
| -------- | -------------------------------------------------------- | ---------------------------------- | ---------------------------------------------------------------------------- |
| 10月1日  | #アイドルラジオ                                          | フイ、ジノ                         | HASHTAG                                                                      |
| 10月2日  | たまたまアイドルラジオ                                   | ロウン、イ・ナウン                 | キム・ヘユン、キム・ヨンデ                                                   |
| 10月3日  | ペンタゴンクラス                                         | フイ、ジノ                         | PENTAGON                                                                     |
| 10月4日  | アイドルプレイリスト                                     | フイ、ジノ                         | -                                                                            |
| 10月5日  | アイドルラジオ ホットチャート アホッ                     | フイ、ジノ                         | -                                                                            |
| 10月6日  | アイドルプレイリスト                                     | イ・ナウン                         | -                                                                            |
| 10月7日  | セウンが来たDAY                                          | フイ、ジノ                         | チョン・セウン                                                               |
| 10月8日  | ONF 突き止める頃                                         | ヒョジョン、スンヒ                 | ONF                                                                          |
| 10月9日  | 雷の神 ジコ                                              | ヒョジョン、スンヒ                 | ジコ                                                                         |
| 10月10日 | スキズアワード                                           | ヒョンジン、バンチャン             | Stray Kids                                                                   |
| 10月11日 | 野ばらの少年                                             | フィヨン、テヤン                   | ジェヒョン、ファンウン                                                       |
| 10月12日 | アイドルラジオ ホットチャート アホッ                     | ヒョジョン、スンヒ                 | -                                                                            |
| 10月13日 | アイドルプレイリスト                                     | ヒョジョン、スンヒ                 | -                                                                            |
| 10月14日 | 勘を掴んで                                               | ヒョジョン、スンヒ                 | AB6IX                                                                        |
| 10月15日 | 開けATEEZ                                                | ジミン、チャンミ                   | ATEEZ                                                                        |
| 10月16日 | ソロデビュー                                             | ヒョジョン、スンヒ                 | ヒョンシク                                                                   |
| 10月17日 | アイドルミュージックショー! 小銭歌王                     | ヒョジョン、スンヒ                 | チョン・デヒョン、ウ・ジニョン、パク・ウダム、PURPLE BEAK                    |
| 10月18日 | 不朽の名曲 ポール・キムを歌う                            | キム・グクホン、ソン・ユビン       | ポール・キム、PeakBoy、ソニュル、ユン・チェギョン、イ・ジンソル              |
| 10月19日 | アイドルラジオ ホットチャート アホッ                     | ヒョジョン、スンヒ                 | -                                                                            |
| 10月20日 | アイドルプレイリスト                                     | ヒョジョン、スンヒ                 | PeakBoy                                                                      |
| 10月21日 | ARGON-AIR                                                | パク・チョロン、オ・ハヨン         | ARGON                                                                        |
| 10月22日 | ONEUS行け〜                                              | パク・チョロン、オ・ハヨン         | ONEUS                                                                        |
| 10月23日 | K-POP ヨンジェ                                           | パク・チョロン、オ・ハヨン         | Kei、ヨンジェ                                                                |
| 10月24日 | コ.ミ.サ.ヨン                                            | ジミン、チャンミ                   | チャン・ウヒョク                                                             |
| 10月25日 | 野ばらの少年                                             | フィヨン、ヨンフン                 | キュー、ヒョンシク                                                           |
| 10月26日 | アイドルラジオ ホットチャート アホッ                     | パク・チョロン、オ・ハヨン         | -                                                                            |
| 10月27日 | アイドルプレイリスト                                     | イ・デフィ                         | AB6IX                                                                        |
| 10月28日 | 媚.び.な                                                 | Young K                            | DAY6                                                                         |
| 10月29日 | SNL                                                      | ドヨン、ジャニ                     | SATURDAY                                                                     |
| 10月30日 | ウェルカム、ハロウィン!                                  | ドヨン、ジャニ                     | 1THE9                                                                        |
| 10月31日 | レディー、アクション!                                    | ヨンジョン、ダヨン                 | ユビン                                                                       |
| 11月1日  | 本当のうさぎ少年                                         | ドヨン、ジャニ                     | ユンサナ、ヒョンシク                                                         |
| 11月2日  | アイドルラジオ ホットチャート アホッ                     | ドヨン、ジャニ                     | -                                                                            |
| 11月3日  | アイドルプレイリスト                                     | Young K                            | DAY6                                                                         |
| 11月4日  | Boys of Korea                                            | ユ・ジエ、リュ・スジョン           | BDC                                                                          |
| 11月5日  | 野ばらの少年                                             | ヨンフン、フィヨン                 | チョン・セウン、キム・サンギュン                                             |
| 11月6日  | N.Flying グッジョブ                                      | キム・ジェヒョン、イ・スンヒョプ   | N.Flying                                                                     |
| 11月7日  | Do you know IDOL RADIO?                                  | キム・ジェヒョン、チャフン         | New Hope Club                                                                |
| 11月8日  | 魔法のガーデン                                           | テヒョン                           | TOMORROW X TOGETHER                                                          |
| 11月9日  | アイドルラジオ ホットチャート アホッ                     | ユ・ジエ、リュ・スジョン           | -                                                                            |
| 11月10日 | アイドルプレイリスト                                     | ユ・フェスン                       | N.Flying                                                                     |
| 11月11日 | 赤ちゃん太陽神                                           | カン・スンユン                     | イ・ジニョク                                                                 |
| 11月12日 | VIC イベント                                             | カン・スンユン                     | VICTON                                                                       |
| 11月13日 | 面白いおまけ                                             | カン・スンユン                     | BVNDIT                                                                       |
| 11月14日 | ドリーム・オブ・レインボー                               | カン・スンユン                     | Rainbow                                                                      |
| 11月15日 | 野ばらの少年                                             | ヨンフン、フィヨン                 | ベンジ、キム・テウ                                                           |
| 11月16日 | アイドルラジオ ホットチャート アホッ                     | カン・スンユン                     | -                                                                            |
| 11月17日 | アイドルプレイリスト                                     | チェ・ビョンチャン、カン・スンシク | VICTON                                                                       |
| 11月18日 | アイドルの国のアリス                                     | カン・ミナ                         | Alice                                                                        |
| 11月19日 | 上岩洞キッズ                                             | カン・ミナ                         | DKZ                                                                          |
| 11月20日 | 今はCIX時代                                              | カン・ミナ                         | CIX                                                                          |
| 11月21日 | ヒップ・クイーン                                         | ソラ、ムンビョル                   | MAMAMOO                                                                      |
| 11月22日 | アイドルミュージックショー! 小銭歌王                     | カン・ミナ                         | ハヌル、ユキ、Andy、テヨン、ルビン、ジヌ                                     |
| 11月23日 | アイドルラジオ ホットチャート アホッ                     | カン・ミナ                         | -                                                                            |
| 11月24日 | アイドルプレイリスト                                     | ペ・ジニョン、BX                   | CIX                                                                          |
| 11月25日 | A.C.Eの冒険                                              | カン・ミナ                         | A.C.E                                                                        |
| 11月26日 | イルリラ〜                                               | カン・ミナ                         | 宇宙少女                                                                     |
| 11月27日 | 別棟破脱                                                 | カン・ミナ                         | ASTRO                                                                        |
| 11月28日 | ゴルチャWANNA BE                                         | カン・ミナ                         | Golden Child                                                                 |
| 11月29日 | アイドルミュージックショー! 小銭歌王                     | カン・ミナ                         | ファンヒ、ウヌ、イェビン、ナ・テジュ、チョン・ユンジ                         |
| 11月30日 | アイドルラジオ ホットチャート アホッ                     | カン・ミナ                         | -                                                                            |
| 12月1日  | アイドルプレイリスト                                     | イ・ジャンジュン                   | Golden Child                                                                 |
| 12月2日  | 魅力ロック解除                                           | ニエル、リキ                       | OnlyOneOf                                                                    |
| 12月3日  | メンツ見に来て                                           | ジミン、ソルヒョン                 | AOA                                                                          |
| 12月4日  | Truman Show                                              | チェ・ビョンチャン、カン・スンシク | Blue.D、ルリ                                                                 |
| 12月5日  | 輝くソロ                                                 | チェ・ビョンチャン、チョン・スビン | ユクォン、ソンミン                                                           |
| 12月6日  | アイドルミュージックショー! 小銭歌王                     | ニエル、リキ                       | ソニュル、ファンヒ、キム・チェウォン、イ・ジンソル                           |
| 12月7日  | アイドルラジオ ホットチャート アホッ                     | チェ・ビョンチャン、カン・スンシク | -                                                                            |
| 12月8日  | アイドルプレイリスト                                     | ソニュル、ファンヒ                 | -                                                                            |
| 12月9日  | GOTセジョン                                              | ニエル、リキ                       | キム・セジョン                                                               |
| 12月10日 | ジフンを保存!                                            | ニエル、リキ                       | パク・ジフン                                                                 |
| 12月11日 | QUEENIPIA                                                | ニエル、リキ                       | HINAPIA                                                                      |
| 12月12日 | 一理ある集まり                                           | ニエル、リキ                       | イ・ジュニョン、イム・ジミン                                                 |
| 12月13日 | 無条件ミンギュ                                           | ニエル、リキ                       | キム・ミンギュ                                                               |
| 12月14日 | アイドルラジオ ホットチャート アホッ                     | ニエル、リキ                       | -                                                                            |
| 12月15日 | アイドルプレイリスト                                     | キム・セジョン                     |                                                                              |
| 12月16日 | 乳白の真理                                               | チョン・セウン                     | JxR                                                                          |
| 12月17日 | ぱっとフィンガー                                         | チョン・セウン                     | Rose Finger                                                                  |
| 12月18日 | 水曜日はプロアイドル                                     | チョン・セウン                     | キム・ジェファン                                                             |
| 12月19日 | オンリージェプクン                                       | チョン・セウン                     | JBJ95                                                                        |
| 12月20日 | アイドルミュージックショー! 小銭歌王                     | MJ、チョン・セウン                 | ソヒ、ドア、キム・ソヒ、チェビン                                             |
| 12月21日 | アイドルラジオ ホットチャート アホッ                     | チョン・セウン                     | -                                                                            |
| 12月22日 | アイドルプレイリスト                                     | JBJ95                              | -                                                                            |
| 12月23日 | ホウ警報                                                 | ニエル、リキ                       | ソン・ホヨン、キム・テウ                                                     |
| 12月24日 | クリスマスの吉夢                                         | ニエル、リキ                       | BDC、ヒョンソプXウィウン                                                     |
| 12月25日 | Welcome to NATURE WORLD                                  | ニエル、リキ                       | NATURE                                                                       |
| 12月26日 | アイドルでしょ                                           | ニエル、リキ                       | B.I.G                                                                        |
| 12月27日 | アイドルディナーショー 小銭歌王                          | ニエル、リキ                       | ヘリン、ルリ、ゴニ、シュファ                                                 |
| 12月28日 | アイドルラジオ ホットチャート アホッ                     | ニエル、リキ                       | -                                                                            |
| 12月29日 | アイドルプレイリスト                                     | ヒョンソプXウィウン                | -                                                                            |
| 12月30日 | Wish List                                                | ニエル、リキ                       | Limitless                                                                    |
| 12月31日 | アイドルラジオ2019 年末決算                              | ニエル、リキ                       | -                                                                            |
| 2020年   |                                                          |                                    |                                                                              |
| 1月1日   | グッドサイン                                             | ニエル、リキ                       | MOMOLAND                                                                     |
| 1月2日   | 想像プラス                                               | ニエル、リキ                       | LABOUM                                                                       |
| 1月3日   | アイドルミュージックショー! 小銭歌王                     | ニエル、リキ                       | ハンギョム、イェビン、ユジョン、ペクジン                                     |
| 1月4日   | アイドルラジオ ホットチャート アホッ                     | ニエル、リキ                       | -                                                                            |
| 1月5日   | アイドルプレイリスト                                     | ジュイ、ジェイン                   | MOMOLAND                                                                     |
| 1月6日   | Good Boy                                                 | ユ・ジエ、リュ・スジョン           | Be Of You                                                                    |
| 1月7日   | ONFミュージックショー! 小銭歌王                          | ユ・ジエ、リュ・スジョン           | ONF                                                                          |
| 1月8日   | この区域のウィインドル                                   | リュ・スジョン、チョン・イェイン   | WE IN THE ZONE                                                               |
| 1月9日   | 正解はATEEZ                                              | ホンジュン、ミンギ                 | ATEEZ                                                                        |
| 1月10日  | アイドルミュージックショー! ショー・ミー・ザ・コイン     | ジミン                             | BX、WYATT、ホンジュン                                                        |
| 1月11日  | アイドルラジオ ホットチャート アホッ                     | リュ・スジョン、チョン・イェイン   | -                                                                            |
| 1月12日  | アイドルプレイリスト                                     | ホンジュン、ミンギ                 | EDEN                                                                         |
| 1月13日  | ベリベリグッド                                           | ギェヒョン、カンミン               | VERIVERY                                                                     |
| 1月14日  | 唐突にGo Go                                              | フィヨン、インソン                 | ENOi                                                                         |
| 1月15日  | ATEEZミュージックショー! 複素歌王                        | ホンジュン、ジョンホ               | ATEEZ                                                                        |
| 1月16日  | 夢のページ                                               | ホンジュン、ユノ                   | Dream Note                                                                   |
| 1月17日  | アイドルミュージックショー! 小銭歌王                     | サン、ウヨン                       | ソホ、ゴニ、ヒョジン、イション                                               |
| 1月18日  | アイドルラジオ ホットチャート アホッ                     | ソンファ、ヨサン                   | -                                                                            |
| 1月19日  | アイドルプレイリスト                                     | カンミン、ドンホン                 | VERIVERY                                                                     |
| 1月20日  | CIXミュージックショー! 複素歌王                          | ペ・ジニョン、BX                   | CIX                                                                          |
| 1月21日  | Good9                                                    | ロウン、チャニ                     | SF9                                                                          |
| 1月22日  | 天使たちの合唱                                           | BX、スンフン                       | ANS                                                                          |
| 1月23日  | 小銭歌王 元旦特集                                        | ペ・ジニョン、BX                   | チョン・デヒョン、キム・ドンハン、レナ、エン・ソヨン、ヘイン                 |
| 1月24日  | 元旦特集 元旦にはこの曲でしょ                            | ロウン、ジュホ                     | -                                                                            |
| 1月25日  | 元旦特集 元旦にはこの曲でしょ                            | スンヒ                             | -                                                                            |
| 1月26日  | 元旦特集 元旦にはこの曲でしょ                            | スビン                             | -                                                                            |
| 1月27日  | 元旦特集 元旦にはこの曲でしょ                            | チャンミ                           | -                                                                            |
| 1月28日  | 新人たちの2Z                                             | チョン・スンヨン、クォン・ウンビン | 2Z                                                                           |
| 1月29日  | CLCミュージックショー! 複素歌王                          | チョン・スンヨン、クォン・ウンビン | CLC                                                                          |
| 1月30日  | アイドルミュージックショー! 小銭歌王                     | シオン、ドンミョン                 | ONEUS、ONEWE                                                                 |
| 1月31日  | スーパドル リターン                                      | ジミン、チャンミ                   | SUPER JUNIOR シンドン、ウニョク、ドンへ、リョウク                            |
| 2月1日   | アイドルラジオ ホットチャート アホッ                     | オ・スンヒ、クォン・ウンビン       | -                                                                            |
| 2月2日   | アイドルプレイリスト                                     | サン、ミンギ                       | ATEEZ                                                                        |
| 2月3日   | ヒップホップミュージックショー! ショー・ミー・ザ・コイン | ジミン                             | マミソン、リズムパワー、チャンモ                                             |
| 2月4日   | アイドルミュージックショー! 小銭歌王                     | スンヒ、ユビン                     | イェジ、Blue.D、シヨン                                                       |
| 2月5日   | デビューしてヌンヌナンナ                                 | コ・ウリ、キム・ジスク             | CIGNATURE                                                                    |
| 2月6日   | ジェクセンジェクサ                                       | コ・ウリ、キム・ジスク             | SECHSKIES                                                                    |
| 2月7日   | GFフェスティバル                                         | ソウォン、イェリン                 | GFRIEND                                                                      |
| 2月8日   | アイドルラジオ ホットチャート アホッ                     | コ・ウリ、キム・ジスク             | -                                                                            |
| 2月9日   | アイドルプレイリスト                                     | ヨンビン、ジェユン                 | SF9                                                                          |
| 2月10日  | イダルソ 来たぞ 来たぞ                                   | スンヒ、ユビン                     | 今月の少女                                                                   |
| 2月11日  | アイコンタクト                                           | キム・ジンファン、キム・ドンヒョク | iKON                                                                         |
| 2月12日  | 体.育.祭                                                 | スンヒ、ユビン                     | Cherry Bullet                                                                |
| 2月13日  | 狼の誘惑                                                 | ヨンフン、ヒョンジェ               | THE BOYZ                                                                     |
| 2月14日  | アイドルミュージックショー! 小銭歌王                     | スンヒ、ユビン                     | キム・ジェヒョン、ソ・ドンソン、ジェヒョ、ユクォン、スビン、ダヨン           |
| 2月15日  | アイドルラジオ ホットチャート アホッ                     | スンヒ、ユビン                     | -                                                                            |
| 2月16日  | アイドルプレイリスト                                     | イブ、ヒジン                       | ヒョンジン、ゴウォン、チェリ                                                 |
| 2月17日  | ヒデゥンカード                                           | コ・ウリ、キム・ジスク             | KARD                                                                         |
| 2月18日  | ハンサム&ダンディ                                        | コ・ウリ、キム・ジスク             | H&D                                                                          |
| 2月19日  | 爛漫ドクター ベベ                                        | フイ、ジノ                         | PENTAGON                                                                     |
| 2月20日  | 上岩洞 炎のゲンコツ                                      | リュ・スジョン、チョン・イェイン   | Rocket Punch                                                                 |
| 2月21日  | アイドルミュージックショー! 小銭踊王                     | チャンミ                           | ハル、ロハ、ラオン、ビアン、シミョン、スンウン                               |
| 2月22日  | アイドルラジオ ホットチャート アホッ                     | コ・ウリ、キム・ジスク             | -                                                                            |
| 2月23日  | アイドルプレイリスト                                     | キム・ジンファン、キム・ドンヒョク | iKON                                                                         |
| 2月24日  | サウンド・オブ・マジック                                 | Young K、ウォンピル                | ディコイ                                                                     |
| 2月25日  | 眩しく                                                   | Young K、ウォンピル                | Weki Meki                                                                    |
| 2月26日  | 最高ドルの誕生                                           | Young K、ウォンピル                | DKB                                                                          |
| 2月27日  | 私の夢を見て〜                                           | ウォンピル、ドウン                 | Dreamcatcher                                                                 |
| 2月28日  | アイドルミュージックショー! 小銭踊王                     | チャンミ                           | イ・ジュニョン、ピルドク、イ・ウィジン                                       |
| 2月29日  | アイドルラジオ ホットチャート アホッ                     | Young K ウォンピル                 | -                                                                            |
| 3月1日   | アイドルプレイリスト                                     | フイ、ジノ                         | PENTAGON                                                                     |
| 3月2日   | 団結してこそ生じる                                       | ソン・ユンヒョン、キム・ドンヒョク | MCND                                                                         |
| 3月3日   | ラッキー7                                                | ソン・ユンヒョン、キム・ドンヒョク | Alice                                                                        |
| 3月4日   | クイーンになった赤ちゃん                                 | ソン・ユンヒョン、キム・ドンヒョク | 3YE                                                                          |
| 3月5日   | 上岩洞クラス                                             | ソン・ユンヒョン、キム・ドンヒョク | クォン・ヒョンビン、イェジ                                                   |
| 3月6日   | アイドルミュージックショー! 小銭歌王                     | ソン・ユンヒョン、キム・ドンヒョク | ジュン、ドンフン、イェビン、ウンチェ、ララ、ミソ                             |
| 3月7日   | アイドルラジオ ホットチャート アホッ                     | ソン・ユンヒョン、キム・ドンヒョク | -                                                                            |
| 3月8日   | アイドルプレイリスト                                     | ソン・ユンヒョン、キム・ドンヒョク | -                                                                            |
| 3月9日   | 星が輝く夜に                                             | ジミン、チャンミ                   | ASTRO                                                                        |
| 3月10日  | Mr. アイドル                                             | キム・ドヨン、チェ・ユジョン       | イ・イギョン、ノ・ジフン                                                     |
| 3月11日  | パープルレンジャー                                       | キム・ドヨン、チェ・ユジョン       | PURPLE RAIN                                                                  |
| 3月12日  | イッジ、ミッジ?（あるでしょ、信じるでしょ?）             | コ・ウリ、キム・ジスク             | Itzy                                                                         |
| 3月13日  | アイドルミュージックショー! 小銭歌王                     | ジミン、チャンミ                   | ジウォン、チェリン、ソンベル、DKB（ジュンソ、ハリージュン）                  |
| 3月14日  | アイドルラジオ ホットチャート アホッ                     | キム・ドヨン、チェ・ユジョン       | -                                                                            |
| 3月15日  | アイドルプレイリスト                                     | キム・ドヨン、チェ・ユジョン       | -                                                                            |
| 3月16日  | リーダー足す末っ子はキヨミ                               | カン・スンユン                     | キム・ヒヒョン、ウンチェ、ヘビン、ナンシー、リオン、ゴン                     |
| 3月17日  | ビッグピクチャー                                         | カン・スンユン                     | VICTON                                                                       |
| 3月18日  | ダンシング縁分                                           | カン・スンユン                     | ジェイブラック、マリ                                                         |
| 3月19日  | ハートルパン                                             | カン・スンユン                     | DKZ                                                                          |
| 3月20日  | アイドルミュージックショー! イダルショー                 | イブ、ヒジン                       | 今月の少女                                                                   |
| 3月21日  | アイドルラジオ ホットチャート アホッ                     | カン・スンユン                     | -                                                                            |
| 3月22日  | アイドルプレイリスト                                     | ハン・スンウ、カン・スンシク       | VICTON                                                                       |
| 3月23日  | 一緒にしよう                                             | カン・スンユン                     | また! オ・へヨン ミュージカル班チーム ソン・ホヨン、スンホ、ヒョウン、ホギュ |
| 3月24日  | ダンシングクイーン                                       | ホンジュン、サン                   | リア・キム、ミナ・パク、ティナ・ブ                                           |
| 3月25日  | 魅力が火水分                                             | カン・スンユン                     | キム・セジョン                                                               |
| 3月26日  | STAY with me                                             | カン・スンユン                     | Stray Kids                                                                   |
| 3月27日  | アイドルミュージックショー! 小銭歌王                     | キム・ドヨン、チェ・ユジョン       | Weki Meki                                                                    |
| 3月28日  | アイドルラジオ ホットチャート アホッ                     | カン・スンユン                     | -                                                                            |
| 3月29日  | アイドルプレイリスト                                     | ハン、バンチャン                   | Stray Kids                                                                   |
| 3月30日  | 私の愛 to you                                            | カン・スンユン                     | カン・ダニエル                                                               |
| 3月31日  | 賢い可愛い生活                                           | パク・ウジン、イ・デフィ           | AB6IX                                                                        |
| 4月1日   | 羊飼いの少女たち                                         | パク・ウジン、イ・デフィ           | FAVORITE                                                                     |
| 4月2日   | 簡単にいこう                                             | イド、ゴニ                         | ONEUS                                                                        |
| 4月3日   | アイドルミュージックショー! 小銭歌王                     | スア、シヨン                       | Dreamcatcher                                                                 |
| 4月4日   | アイドルラジオ ホットチャート アホッ                     | パク・ウジン、イ・デフィ           | -                                                                            |
| 4月5日   | アイドルプレイリスト                                     | チョン・ウン、キム・ドンヒョン     | AB6IX                                                                        |
| 4月6日   | It’s Show Time                                           | キム・ドンヒョン、イ・デフィ       | SPECTRUM                                                                     |
| 4月7日   | ハッピーブランニューデイ                                 | キム・ドンヒョン、イ・デフィ       | カント、クリ、イェンジャミン                                                 |
| 4月8日   | イリオオ                                                 | イム・ヨンミン、パク・ウジン       | TOO                                                                          |
| 4月9日   | アッサラビア                                             | イム・ヨンミン、パク・ウジン       | CIGNATURE                                                                    |
| 4月10日  | ANSミュージックショー! ANS Night Show!                   | イム・ヨンミン、パク・ウジン       | ANS                                                                          |
| 4月11日  | アイドルラジオ ホットチャート アホッ                     | イム・ヨンミン、パク・ウジン       | -                                                                            |
| 4月12日  | アイドルプレイリスト                                     | キム・ドンヒョン、イ・デフィ       | イェジャミン、カント、クリ                                                   |
| 4月13日  | このメンバー リメンバー                                  | カン・スンユン、ソン・ミンホ       | -                                                                            |
| 4月14日  | 全部うまくやる                                           | エクシ、スビン                     | K-TIGERS ZERO                                                                |
| 4月15日  | アイドルプレイリスト                                     | カン・スンユン、ソン・ミンホ       | -                                                                            |
| 4月16日  | 秘蔵のカード                                             | J.Seph                             | KARD                                                                         |
| 4月17日  | アイドルミュージックショー! 宇宙歌王                     | エクシ、スビン                     | ソラ、ダヨン、ウンソ、ヨルム                                                 |
| 4月18日  | アイドルラジオ ホットチャート アホッ                     | ハン・スンウ、チョン・スビン       | -                                                                            |
| 4月19日  | アイドルプレイリスト                                     | ハン・スンウ、チョン・スビン       | -                                                                            |
| 4月20日  | 親切な少女たち                                           | ヨンビン、インソン                 | GIRL:KIND                                                                    |
| 4月21日  | ピンス二だけパンダ                                       | パク・チョロン、ユン・ボミ         | Apink                                                                        |
| 4月22日  | CRAVITYデビューパーティー                                | エクシ、スビン                     | CRAVITY                                                                      |
| 4月23日  | 魅力が限度超過                                           | ジェユン、インソン                 | H&D                                                                          |
| 4月24日  | アイドルミュージックショー! 小銭踊王                     | ジェユン、インソン                 | DKB                                                                          |
| 4月25日  | アイドルラジオ ホットチャート アホッ                     | JB、ユギョム                       | GOT7                                                                         |
| 4月26日  | アイドルプレイリスト                                     | JB、ヨンジェ                       | GOT7                                                                         |
| 4月27日  | ジャンルはヌワール                                       | エクシ、スビン                     | NOIR                                                                         |
| 4月28日  | OH MY GOT7                                               | JB、ヨンジェ                       | GOT7                                                                         |
| 4月29日  | ララランド                                               | イ・ナウン、イ・ジンソル           | April                                                                        |
| 4月30日  | アイドルプレイリスト                                     | ヒョンジュン、ソンミン             | CRAVITY                                                                      |
| 5月1日   | アイドルミュージックショー! 小銭歌王                     | エクシ、スビン                     | HINAPIA                                                                      |
| 5月2日   | アイドルラジオ ホットチャート アホッ                     | キム・チェウォン、ヤン・イェナ     | -                                                                            |
| 5月3日   | アイドルプレイリスト                                     | H&D                                | -                                                                            |
| 5月4日   | ファンタスティックガール                                 | チャンミ                           | FANATICS                                                                     |
| 5月5日   | 私たちはよくやっている!                                  | チャン、ジョンヒョン               | A.C.E、DKZ                                                                   |
| 5月6日   | ガーデンプッシャー                                       | ヨンジェ、Young K                  | 公園少女                                                                     |
| 5月7日   | 見つけた! 人間ビタミン                                   | スンヒ、ユビン                     | OH MY GIRL                                                                   |
| 5月8日   | 両親の日特集 トロートミュージックショー! 小銭歌王        | チョ・スンヒ                       | ソン・ガイン、チョン・ミエ、ホンジャ、チョン・ダギョン、スクヘン、キム・ソユ |
| 5月9日   | アイドルラジオ ホットチャート アホッ                     | Young K、ヨンジェ                  | -                                                                            |
| 5月10日  | アイドルプレイリスト                                     | Young K、ヨンジェ                  | -                                                                            |
| 5月11日  | 全知的ソロ視点                                           | エクシ、スビン                     | タル・スビン、ナッティ、ハジン                                               |
| 5月12日  | DREAMに向かってRidin'                                    | エクシ、スビン                     | NCT DREAM                                                                    |
| 5月13日  | ヨ〜DJ 興ディスパル                                      | エクシ、スビン                     | ヒョヨン、レイデゥン、DJパームキン、DJウェゴン                               |
| 5月14日  | ウワ! 優雅だ!                                            | エクシ、スビン                     | Woo!Ah!                                                                      |
| 5月15日  | アイドルミュージックショー! 小銭歌王                     | エクシ、スビン                     | Alice                                                                        |
| 5月16日  | アイドルラジオ ホットチャート アホッ                     | エクシ、スビン                     | -                                                                            |
| 5月17日  | アイドルプレイリスト                                     | エクシ、スビン                     | -                                                                            |

#### ヨンジェ・Young K DJ期
| 放送日時 | タイトル                              | ゲスト                                                       |
| 2020年   | 2020年                                | 2020年                                                       |
| -------- | ------------------------------------- | ------------------------------------------------------------ |
| 5月18日  | DJをよろしく                          | ジニョン、ベンベン、ウォンピル、ドウン                       |
| 5月19日  | バンドの世界                          | LUCY                                                         |
| 5月20日  | ジャングルの法則                      | BVNDIT                                                       |
| 5月21日  | アイドルシンガーソングライター        | アン・ジヨン、リュ・スジョン、チョン・セウン                 |
| 5月22日  | オ! 私のオンリーワン                  | OnlyOneOf                                                    |
| 5月23日  | アイドルラジオ ホットチャート アホッ  | -                                                            |
| 5月24日  | アイドルプレイリスト                  | アン・ジヨン、リュ・スジョン、チョン・セウン                 |
| 5月25日  | シークレット Who Dis?                 | SECRET NUMBER                                                |
| 5月26日  | クヌドゥンイ出てこいトントン!         | Y、イ・ジャンジュン、ペ・スンミン、ホン・ジュチャン          |
| 5月27日  | 私の心臓クランチ                      | D-CRUNCH                                                     |
| 5月28日  | 赤い月が上がる夜                      | キム・ウソク                                                 |
| 5月29日  | Girls Be Ambitious!                   | ユビン、コン・ミンジ、ステラ・チャン                         |
| 5月30日  | アイドルラジオ ホットチャート アホッ  | -                                                            |
| 5月31日  | アイドルプレイリスト                  | キム・ウソク                                                 |
| 6月1日   | ONEWEが来たよ〜♬                      | ONEWE                                                        |
| 6月2日   | 今日も相変わらずDKB                   | DKB                                                          |
| 6月3日   | 2Z! 闘.志.充.満                       | 2Z                                                           |
| 6月4日   | モンタジアアイランド                  | MONSTA X                                                     |
| 6月5日   | Colorful Square                       | REDSQUARE                                                    |
| 6月6日   | アイドルラジオ ホットチャート アホッ  | -                                                            |
| 6月7日   | アイドルプレイリスト                  | Y、イ・ジャンジュン、ペ・スンミン、ホン・ジュチャン          |
| 6月8日   | メイデイX2! VICTON助けてください...   | VICTON                                                       |
| 6月9日   | ソルーションズと一緒に踊りを          | SOLUTIONS                                                    |
| 6月10日  | 歌って デュオ〜                       | KEEMBO、Be Of You、H&D                                       |
| 6月11日  | 華やかな照明で... 包み込んであげるよ  | DIA                                                          |
| 6月12日  | ハッシュタグウィーク                  | HASHTAG                                                      |
| 6月13日  | アイドルラジオ ホットチャート アホッ  | -                                                            |
| 6月14日  | 待ってて〜♡                           | -                                                            |
| 6月15日  | あ、本当? N.Flyingですか?             | N.Flying                                                     |
| 6月16日  | 僕たちはデビュー9日目なんですよ!      | SUPER JUNIOR-K.R.Y.                                          |
| 6月17日  | 宇宙へ飛んでけButterfly               | 宇宙少女                                                     |
| 6月18日  | GO生 終了! 神メニュー発売!            | Stray Kids                                                   |
| 6月19日  | D1CE マン.グァン.ブ                   | D1CE                                                         |
| 6月20日  | アイドルラジオ ホットチャート アホッ  | -                                                            |
| 6月21日  | アイドルプレイリスト                  | N.Flying                                                     |
| 6月22日  | ウェキメキスプリット!                 | Weki Meki                                                    |
| 6月23日  | アイドルミュージックショー! 小銭歌王  | キム・ヨハン、キム・ドハン、チョン・デヒョン、カン・ソクファ |
| 6月24日  | E'LASTしました〜                      | E'LAST                                                       |
| 6月25日  | 雲の上にDIVE                          | CRAVITY                                                      |
| 6月26日  | Girls Girls Girls                     | ジェア、ペク・アヨン、ナダ                                   |
| 6月27日  | アイドルプレイリスト                  | キム・ヨハン、キム・ドハン、チョン・デヒョン、カン・ソクファ |
| 6月28日  | 待ってて〜♡                           | -                                                            |
| 6月29日  | 金の歓郷                              | Golden Child                                                 |
| 6月30日  | WE ARE YOUNG★                         | -                                                            |
| 7月1日   | ミステリーネイチャー                  | NATURE                                                       |
| 7月2日   | 青.い.乱.雑                           | チョ・スンヨン、イ・ジニョク                                 |
| 7月3日   | アイドルミュージックショー! 小銭歌王  | ユアイ、ララ、ラオン、ビアン、ナナ、ミンソ                   |
| 7月4日   | アイドルラジオ ホットチャート アホッ  | -                                                            |
| 7月5日   | アイドルプレイリスト                  | イ・ジニョク                                                 |
| 7月6日   | 返.事. 可愛い                         | AB6IX                                                        |
| 7月7日   | スペシャルウィークリー                | Weeekly                                                      |
| 7月8日   | OPEN YOUR EYES                        | 3YE                                                          |
| 7月9日   | SF9が僕を踊らさせる                   | SF9                                                          |
| 7月10日  | Bad Girl Good Girl                    | ソルジ、チーター、ジェイミー                                 |
| 7月11日  | 待ってて〜♡                           | -                                                            |
| 7月12日  | アイドルプレイリスト                  | ソルジ、ジェイミー                                           |
| 7月13日  | また来ました よく来ました             | ONEUS                                                        |
| 7月14日  | 夏少年白書                            | ムン・シオン、ハ・ヒョンサン、DKZ I:KAN                      |
| 7月15日  | 必ずガールズグループの最高になるから! | CSVC                                                         |
| 7月16日  | TOO SPECIAL                           | TOO                                                          |
| 7月17日  | アイドルプレイリスト                  | AB6IX                                                        |
| 7月18日  | アイドルラジオ ホットチャート アホッ  | -                                                            |
| 7月19日  | アイドルプレイリスト                  | CSVC                                                         |
| 7月20日  | ワンダフルナイン                      | 1THE9                                                        |
| 7月21日  | 百万ボルトたち                        | VERIVERY                                                     |
| 7月22日  | 正体は実力者!                         | VOISPER、XRO                                                 |
| 7月23日  | セ- ハ!                               | イ・ハイ、チョン・セウン                                     |
| 7月24日  | ケミ認定?                             | チェ・ユジョン、イ・ヨンジ                                   |
| 7月25日  | 待ってて〜♡                           | -                                                            |
| 7月26日  | アイドルプレイリスト                  | 1THE9                                                        |
| 7月27日  | ディコイ インサイド                   | ディコイ                                                     |
| 7月28日  | 踊りの神、踊りの王                    | ケスパー、チョン・グソン                                     |
| 7月29日  | Waiting for Somi                      | チョン・ソミ                                                 |
| 7月30日  | パラダイス・イン・ソウル              | エリック・ナム、ユキカ                                       |
| 7月31日  | ソンウンは亡劇                        | チョン・ヒョソン、ソン・ジウン                               |
| 8月1日   | アイドルラジオ ホットチャート アホッ  | -                                                            |
| 8月2日   | 待ってて〜♡                           | -                                                            |
| 8月3日   | マンデイ to サタデイ                  | SATURDAY                                                     |
| 8月4日   | 大勢ティーズの時代                    | ATEEZ                                                        |
| 8月5日   | ガーデン・サマー・ブレイク            | Daybreak                                                     |
| 8月6日   | エイプリルはA+印                      | April                                                        |
| 8月7日   | 偶然発見した名曲                      | -                                                            |
| 8月8日   | アイドルラジオ ホットチャート アホッ  | -                                                            |
| 8月9日   | アイドルプレイリスト                  | ATEEZ                                                        |
| 8月10日  | 果汁がパンパン                        | Rocket Punch                                                 |
| 8月11日  | テヨコ! アハ!                         | コヨテ                                                       |
| 8月12日  | アロハ! チェリーブレット              | Cherry Bullet                                                |
| 8月13日  | 小惑星 B813                           | ONF                                                          |
| 8月14日  | アイドルプレイリスト                  | Daybreak                                                     |
| 8月15日  | アイドルラジオ ホットチャート アホッ  | -                                                            |
| 8月16日  | 偶然発見した名曲                      | -                                                            |
| 8月17日  | アイドルプレイリスト                  | April                                                        |
| 8月18日  | 私たちの間 Not Shy                    | Itzy                                                         |
| 8月19日  | アイドルプレイリスト                  | Cherry Bullet                                                |
| 8月20日  | MCND 地球プッシャー                   | MCND                                                         |
| 8月21日  | 待ってて〜♡                           | -                                                            |
| 8月24日  | アイドルプレイリスト                  | LUCY                                                         |
| 8月25日  | ジェファンにドッキング中              | キム・ジェファン                                             |
| 8月26日  | US無しじゃ生きれない                  | ONEUS                                                        |
| 8月27日  | 偶然発見した名曲                      | -                                                            |
| 8月28日  | アイドルラジオ ホットチャート アホッ  | -                                                            |
| 8月31日  | 祝! デビュー 江原道                   | DAY6 Even of Day                                             |
| 9月1日   | アイドルプレイリスト                  | MCND                                                         |
| 9月2日   | アイドルプレイリスト                  | キム・ジェファン                                             |
| 9月3日   | 友達集まれ!                           | LUNASOLAR                                                    |
| 9月4日   | アイドルラジオ ホットチャート アホッ  | -                                                            |
| 9月7日   | HE is Legend                          | チャン・ウヒョク                                             |
| 9月8日   | 1で会う仲                             | ジェイミー、ユア、イ・ウンサン                               |
| 9月9日   | 待ってて〜♡                           | -                                                            |
| 9月10日  | アイドルプレイリスト                  | ONEUS                                                        |
| 9月11日  | 偶然発見した名曲                      | -                                                            |
| 9月14日  | アイドルプレイリスト                  | DAY6 Even of Day                                             |
| 9月15日  | 偶然発見した名曲                      | -                                                            |
| 9月16日  | ビニがいなくてどう生きる              | ムンビン、ユンサナ                                           |
| 9月17日  | 注文を覚えてよ                        | LOVELYZ                                                      |
| 9月18日  | アイドルプレイリスト                  | -                                                            |
| 9月21日  | アイドルプレイリスト                  | Be Of You                                                    |
| 9月22日  | 偶然発見した名曲                      | -                                                            |
| 9月23日  | 待ってて〜♡                           | -                                                            |
| 9月24日  | 宝物 1号                              | TREASURE                                                     |
| 9月25日  | Forever Young                         | シーズン1ラスト放送 DJ特集                                   |

### シーズン2

#### ジュホン・ヒョンウォン DJ期
- 2021年12月6日から2022年1月3日は所属グループであるMONSTA Xのアメリカツアーの為DJを一時中断。その期間はスペシャルDJとしてチョン・セウンとハ・ソンウンが担当した[11]。
- 2022年5月16日から7月14日もMONSTA Xのアメリカツアーの為DJを一時中断。その期間のスペシャルDJは日替わりで担当することになった。

| 放送日時 | タイトル                                                     | ゲスト                                                                                                   |
| 2021年   | 2021年                                                       | 2021年                                                                                                   |
| -------- | ------------------------------------------------------------ | --- |
| 8月9日   | ジュホンクンヤ テンテンテンDJXテントジム                     | MONSTA X                                                                                                 |
| 8月12日  | Ra Pam Pam 心臓拍動注意報                                    | Golden Child                                                                                             |
| 8月16日  | Weeekly Holiday                                              | Weeekly                                                                                                  |
| 8月19日  | Welcome to THE BOYZ Land                                     | THE BOYZ（ヨンフン、ヒョンジェ、ケビン、キュー、エリック）                                               |
| 8月23日  | 夏にハマった〜♡                                              | ONF |
| 8月26日  | 本物から出たWAVE〜                                           | CIX |
| 8月30日  | 来たり、楽しむせり、笑うなり                                 | CRAVITY                                                                                                  |
| 9月2日   | いらっしゃい、カムバックは初めてでしょ?                      | 未来少年                                                                                                 |
| 9月6日   | アフターグンナイ〜♡                                          | ASTRO MJ、ジンジン、ユンサナ                                                                             |
| 9月9日   | 色眼鏡取って愛情フィルター装着完了                           | STAYC |
| 9月13日  | パーキ VS パーキ                                             | PURPLE KISS                                                                                              |
| 9月16日  | オタク入門番号 ☎︎T-1419                                       | T1419 |
| 9月20日  | チュソク特集 愛の蜂蜜センター                                | 宇宙少女（スビン、ダヨン） チョン・セウン CRAVITY（ジョンモ、ウビン）                                    |
| 9月23日  | OMEGA X-FILE                                                 | OMEGA X                                                                                                  |
| 9月27日  | アイドルラジオ 秋の音楽会                                    | イ・ソジョン、キム・ミンソク、チョン・セウン                                                             |
| 9月30日  | ほんとの愛の豆の殻                                           | Ciipher                                                                                                  |
| 10月4日  | WEi 1歳の誕生日祝い                                          | WEi |
| 10月7日  | NIK侵入! ニック入りまーす〜                                  | NIK |
| 10月11日 | WAYB ON THE STAGE                                            | WAYB |
| 10月14日 | アイドルロックミンチョフェスティバル                         | N.Flying（チャフン、キム・ジェヒョン、ソ・ドンソン）                                                     |
| 10月18日 | 私はソロ スペシャルDJ: クォン・ウンビ&イ・ジャンジュン       | チョ・ユリ、WOODZ                                                                                        |
| 10月21日 | ダルディ is Back                                             | ヨンジェ                                                                                                 |
| 10月25日 | オタク入門妖精特集                                           | ロラ、イェジュ、ヒョンビン、ヒョンシン                                                                   |
| 10月28日 | Deep徳学校 オグワーツ                                        | AB6IX |
| 11月1日  | Work Workショップ                                            | イ・ジニョク                                                                                             |
| 11月4日  | 燃える木曜日                                                 | SECRET NUMBER                                                                                            |
| 11月8日  | THE BOYZの細胞達                                             | THE BOYZ（サンヨン、ヒョンジェ、チュハクニョン）                                                         |
| 11月11日 | 深夜GHOST会                                                  | Dream Note                                                                                               |
| 11月15日 | ックックデイ                                                 | ハン・ヨハン                                                                                             |
| 11月18日 | 突下美男                                                     | ONEUS |
| 11月23日 | モンシュランガイド                                           | MONSTA X                                                                                                 |
| 11月25日 | Weki Meki ナイト                                             | Weki Meki                                                                                                |
| 11月29日 | 仲良いワールド                                               | B.I.G |
| 12月2日  | 少年マイストロー                                             | GHOST9                                                                                                   |
| 12月6日  | 云々する日                                                   | チョン・セウン、ハ・ソンウン                                                                             |
| 12月9日  | ♡IラVE♡                                                      | IVE |
| 12月13日 | SF角関係                                                     | SF9 |
| 12月16日 | 天下前日 ATEEZ自慢大会                                       | ATEEZ |
| 12月21日 | アイドルラジ'帆'の海賊                                       | EVERGLOW                                                                                                 |
| 12月23日 | snowy Billlie night                                          | Billlie                                                                                                  |
| 12月27日 | アイドルラジオ 冬の音楽会                                    | Golden Child（Y、ホン・ジュチャン） Weeekly（マンデー、パク・ソウン）                                    |
| 12月30日 | 2021 ルーキー Party                                          | PURPLE KISS（イレ、チェイン） 未来少年（ソン・ドンピョ、パク・シヨン） OMEGA X（ハンギョム、イェチャン） |
| 2022年   |                                                              | |
| 1月3日   | 極宝アイドル TAN生                                           | TAN |
| 1月6日   | アイドルラジオ ポポアワード                                  | - |
| 1月10日  | Kep1erが来DA DA                                              | Kep1er                                                                                                   |
| 1月13日  | 相棒ハーモニー                                               | P1 Harmony                                                                                               |
| 1月17日  | チョコミVSチェクルディ 'アイドルラジWar'                     | 宇宙少女 チョコミ                                                                                        |
| 1月20日  | ダークヒーローの登場だ                                       | DRIPPIN                                                                                                  |
| 1月24日  | VICTONの時間だ                                               | VICTON                                                                                                   |
| 1月27日  | SOLOクインダム                                               | チョン・イェイン、ユジュ、チェ・イェナ                                                                   |
| 1月31日  | ジンジン、ラキと一緒なら                                     | ジンジン&ラキ                                                                                            |
| 2月3日   | コミュニケーション王's                                       | AB6IX（ジンウン、キム・ドンヒョン） CIX（BX、ヨンヒ）                                                    |
| 2月7日   | ジェイミー'sパーティー                                       | ジェイミー                                                                                               |
| 2月10日  | One And OneOnlyOf                                            | OneOnlyOf                                                                                                |
| 2月14日  | バレンタインDRAMARAMA                                        | P1Harmony（テオ、ジウン） 未来少年（リアン、イ・ジュニョク） TAN（ジュアン、ジソン）                     |
| 2月17日  | VIVIZは光でしょ♡                                             | VIVIZ |
| 2月21日  | Apinkは12歳                                                  | Apink |
| 2月24日  | RUN 2 STAYC                                                  | STAYC |
| 2月28日  | TREASUREのパワー直進                                         | TREASURE                                                                                                 |
| 3月3日   | 暴風オタク入門注意報                                         | TEMPEST                                                                                                  |
| 3月7日   | Cherry Bullet In Space                                       | Cherry Bullet                                                                                            |
| 3月10日  | ウンビが降ってくる日                                         | クォン・ウンビ                                                                                           |
| 3月14日  | ウィークリー-オーリティー                                    | Weeekly                                                                                                  |
| 3月17日  | TAN TAN通りに歩こう                                          | TAN |
| 3月21日  | ♥イチャイチャ♡                                               | ムンビン&サナ                                                                                            |
| 3月24日  | K-POPの神と共に                                              | キヒョン                                                                                                 |
| 3月28日  | CRAVITY GO                                                   | CRAVITY                                                                                                  |
| 3月31日  | Only My Real Love                                            | OH MY GIRL                                                                                               |
| 4月5日   | パプキを好きになったみたい♡                                  | PURPLE KISS                                                                                              |
| 4月7日   | First WEi                                                    | WEi |
| 4月11日  | 好きな人いたら紹介させて                                     | D-CRUNCH（ヒョンウク、ヒョンオ） KINGDOM（ダン、ムジン） NINE.i（EDEN、バン）                            |
| 4月14日  | 青くて美しいヒョンウォンの詩                                 | - |
| 4月18日  | ジャンルがDreamcatcher                                       | Dreamcatcher                                                                                             |
| 4月21日  | 息を止めてLOVE DIVE                                          | IVE |
| 4月25日  | DKZ病み付き                                                  | DKZ |
| 4月28日  | 神秘なVERIVERY辞書                                           | VERIVERY                                                                                                 |
| 5月2日   | 愛、それはヒョンウォン&ジュホン                              | - |
| 5月5日   | CLASS:yの日                                                  | CLASS:y                                                                                                  |
| 5月9日   | YOUNI-BIRTHDAY                                               | YOUNITE                                                                                                  |
| 5月12日  | 僕たちはエラSTB                                              | E'LAST（ロミン、ウォンヒョク、ウォンジュン） JUSTB（ベイン、イム・ジミン、チョン・ドヨム）               |
| 5月16日  | WOODZverse! スペシャルDJ: WOODZ                              | - |
| 5月19日  | Here is your GardenスペシャルDJ: WOODZ                       | チョン・セウン                                                                                           |
| 5月23日  | タル様達 みんないらっしゃいスペシャルDJ: WOODZ＆ジョンウン   | ONEUS |
| 5月26日  | 可愛い3歳スペシャルDJ: WOODZ&ジョンウン                      | AB6IX |
| 5月30日  | HAPPY ジュチャンディ DAYスペシャルDJ: WOODZ&ジェチャン       | - |
| 6月2日   | Return of BVNDITスペシャルDJ: WOODZ&ジェチャン               | BVNDIT                                                                                                   |
| 6月6日   | THX of TNXスペシャルDJ: WOODZ&ソン・ドンピョ                 | TNX |
| 6月9日   | ウア So Sweet!スペシャルDJ: WOODZ&ソン・ドンピョ             | Woo!ah!                                                                                                  |
| 6月13日  | ケミのChaosスペシャルDJ: WOODZ&キム・ヨハン                  | VICTON                                                                                                   |
| 6月16日  | ドゥドゥムチ ドゥドゥムチタスペシャルDJ: WOODZ&ハンギョル    | SECRET NUMBER                                                                                            |
| 6月20日  | ZERO ソム ケミスペシャルDJ: WOODZ&チャ・ジュンホ             | DRIPPIN                                                                                                  |
| 6月23日  | 真夏の夜の今月の少女スペシャルDJ: チェ・イェナ&ヒジン        | 今月の少女                                                                                               |
| 6月27日  | ソウルメイトスペシャルDJ: チェ・イェナ&チョ・ユリ            | - |
| 6月30日  | 戻ったガールズスペシャルDJ: チェ・イェナ                     | bugAboo（ウンチェ、シアン、チョヨン） Lapillus（シャンティ、シャナ、ソウォン）                           |
| 7月5日   | Play ソムスペシャルDJ: ユ・フェスン&ソ・ドンソン             | OMEGA X                                                                                                  |
| 7月7日   | LOVEADEなさった方スペシャルDJ: キム・ジェヒョン&ユ・フェスン | VIVIZ |
| 7月11日  | 夏の音楽祭スペシャルDJ: キム・ジェファン&チョン・セウン      | PURPLE KISS（ナ・ゴウン、スアン） 国民歌手（キム・ヨンフム、イ・ビョンチャン）                           |
| 7月14日  | Queen宙少女スペシャルDJ: キム・ジェファン&チョン・セウン     | 宇宙少女                                                                                                 |
| 7月18日  | チェックルディ カムバック                                    | - |
| 7月21日  | 100点満点中100点                                             | Apink チョボム                                                                                           |
| 7月26日  | かっこいいパーティー                                         | SF9（ジェユン、テヤン、フィヨン）                                                                        |
| 7月28日  | WE NEED STAYC                                                | STAYC |
| 8月2日   | P to the 1 to the Harmony                                    | P1Harmony                                                                                                |
| 8月4日   | チェックルディと別れじゃなく2つの⭐️                          | - |

#### スペシャルDJ期
| 放送日時 | タイトル                | スペシャルDJ   | ゲスト                                      |
| 2022年   | 2022年                  | 2022年         | 2022年                                      |
| -------- | ----------------------- | -------------- | ------------------------------------------- |
| 8月9日   | JAMな時間               | ユウト、キノ   | JO1（川尻蓮、河野純喜、川西拓実、鶴房汐恩） |
| 8月11日  | 夢と幻想のATEEZワールド | ATEEZ          | ATEEZ                                       |
| 8月16日  | チグミ!                 | チェ・ソンミン | チェ・イェナ                                |
| 8月18日  | The Beginning ATBO      | JAY B          | ATBO                                        |
| 8月22日  | パスワード 458          | CIX            | CIX                                         |
| 8月25日  | 7272 初恋               | クォン・ウンビ | CSR                                         |

### シーズン3

#### ホンジュン・ユノ DJ期
| 放送日時 | タイトル                                    | ゲスト |
| 2022年   | 2022年                                      | 2022年 |
| -------- | ------------------------------------------- | --- |
| 9月12日  | 僕らのデンッジュンディ! かっこいいDJになる! | - |
| 9月13日  | ONEUSは星が6つ ⭐️⭐️⭐️⭐️⭐️⭐️                 | ONEUS |
| 9月19日  | Bling Bling Shining TEMPEST                 | TEMPEST |
| 9月21日  | Ready Action! Rocket Punch                  | Rocket Punch                                                                                                   |
| 9月26日  | ♡愛してる海賊団♡                            | YOUNITE（ウンホ、ヒョンシク） TNX（チェ・テフン、オ・ソンジュン） ATBO（リュ・ジュンミン、チョン・スンファン） |
| 9月28日  | GRATATA グラッチェ!                         | Lapillus |
| 10月3日  | 未来少年は未来だ!!!                         | 未来少年 |
| 10月5日  | Let's CRAVITY Party!                        | CRAVITY |
| 10月10日 | 最高に面白い最高のアドラ                    | ジェイミー、ADORA                                                                                              |
| 10月12日 | LOVE is TAN                                 | TAN |
| 10月17日 | ☆こんにちは〜 TREASURE☆                     | TREASURE |
| 10月18日 | 助けてよ Dreamcatcher                       | Dreamcatcher                                                                                                   |
| 10月24日 | DKZが現れた!!!                              | DKZ |
| 10月26日 | ☆輝け LIMELIGHT☆                            | LIMELIGHT |
| 11月7日  | ♡愛海賊団ver. かっこいいパーティー♡         | DRIPPIN（キム・ミンソ、チャ・ジュンホ） P1Harmony（ギホ、インタク） TAN（ジュアン、テフン）                    |
| 11月8日  | YOUNITEに惚れたもん♡                        | YOUNITEスペシャルDJ: AB6IX（チョンウン、キム・ドンヒョン）                                                     |
| 11月9日  | おいで〜 EPEXと遊ぼう!                      | EPEXスペジャルDJ: CIX（BX、ヨンヒ）                                                                            |
| 11月10日 | 全世界が私たちに注目する                    | tripleS AAAスペジャルDJ: イ・チェヨン、スンヒ（OH MY GIRL）                                                    |
| 11月14日 |                                             | ATBOスペシャルDJ: イ・チェヨン、スンヒ（OH MY GIRL）                                                           |
| 11月16日 |                                             | DRIPPINスペシャルDJ: Golden Child（イ・ジャンジュン、ホン・ジュチャン）                                        |
| 11月21日 |                                             | woo!ah!スペシャルDJ: チョ・ユリ                                                                                |
| 11月24日 |                                             | TRENDZスペシャルDJ: SF9（ジュホ、ユ・テヤン）                                                                  |

## 国外イベント
| 日時           | イベント名                   | 会場                       | 出演者 | 参考   |
| -------------- | ---------------------------- | -------------------------- | --- | ------ |
| 2022年10月20日 | MBC IDOL RADIO LIVE in TOKYO | 日本・東京ガーデンシアター | ASTRO（ムンビン&サナ、ジンジン&ラッキー）、MONSTA X(キヒョン&ヒョンウォン)、INI、STAYC、GOT7 ヨンジェ、GOLDEN CHILD | [ 12 ] |